# TR-52
TR-52是日本电子公司索尼（时称“東京通信工業株式會社”，简称“东通工”）于1955年1月完成研发半导体收音机，俗称“联合国大厦”，是最早打有“Sony”商标的产品之一，也是东通工最早做出的晶体管收音机，但由于质量问题在上市前夭折。

## 研发和制造
1945年东京通讯工业株式会社成立，简称东通工（TTK），该公司成立的早期专注于磁带录音机的制造和销售。1948年，贝尔实验室的肖克莱、巴丁和柏拉屯研制出了晶体管。1951年之后，东通工的工程师们开始考虑设计和生产晶体管。1952年3月，当公司创始人之一的井深大来到美国考察市场时，发现这里国民消费潜力巨大。但由于当时晶体管的专利持有者，也就是贝尔实验室的母公司西部电器公司已经获得结型晶体管的生产专利许可，作为一家仅有120人的小公司，东通工生产晶体管较有难度。1953年8月，盛田昭夫前往纽约同西部电器公司签订临时合同，以便取得生产许可。而当时日本通產省因战后外汇储备稀缺而拒绝2.5万合同定金的支出。东通工方面由岩间和夫带队负责晶体管的开发。1954年12月，郦金熙公司研制的采用四个晶体管、功率为10毫瓦的TR-1已经在美国面世。1954年1月，在通产省愿意拨款时岩间的团队已经从《晶体管技术》一书中获得了不少晶体管的相关信息。东通工从生产设备到加工设备都自行制作。在此期间，岩间亲自前往美国学习，在很短的时间内研发团队完成了晶体管的仿制。
TR-52于1955年1月正式投产，使用五个面结型晶体管，仅需一节微型干电池。TR-52的正面是白色的格子状塑料网，其余几面是灰色的塑料装饰面板，电台信号选择用的旋钮在顶部。因其外形易使人联想到联合国大厦，TR-52在工程师之间又有“联合国大厦”的爱称。为了大量生产，当时的东通工工厂准备了3000台左右的备料，并试产了100台。

## 营销和夭折
盛田昭夫将TR-52带到美国市场进行推销工作，一开始使用的是TORT-SUKO（东通工“ト-ッ-コ”的日文发音），后为了便于品牌推广而改为“Sony”。最初以29.5美元一台的价格进行推广，但却始终售不出去。當時，美国钟表公司宝路华订了十万台，但前提是必须打宝路华公司的商标，这一条件最终被盛田昭夫拒绝，他认为索尼（当时的东通工）应当努力发展自己的品牌。
到了1955年5月，由于气温上升导致正面的白色网格板开始拱起变形。此事使得研发人员意识到产品不仅要美观，更应关注材料的质量，并在之后的TR-55型中使用了铝制材料制作扩音器篦格来避免悲剧的重演。

## 不同说法
部分来源也说曾成功上市。

## 脚注